# 下筌ダム
下筌ダム（しもうけダム）は、大分県日田市と熊本県阿蘇郡小国町にまたがる、一級河川・筑後川水系津江川に建設されたダムである。
国土交通省九州地方整備局が管理をする国土交通省直轄ダムで、高さ98.0メートルのアーチ式コンクリートダムである。1953年（昭和28年）6月の昭和28年西日本水害による被害を受け、筑後川水系治水基本計画の一環として下流にある松原ダム（筑後川）と同時に建設された特定多目的ダムであり、筑後川の治水と日田市への利水、水力発電を目的としている。また、菊池川水系とトンネルによって貯水を融通している。
ダム建設に伴って繰り広げられた日本最大級のダム反対運動・「蜂の巣城紛争」の舞台としても知られている。ダムによって形成された人造湖は、蜂の巣城紛争にちなんで蜂の巣湖（はちのすこ）と命名された。なお、ダムの堤上には主要地方道の天瀬阿蘇線が通っている。

## 沿革

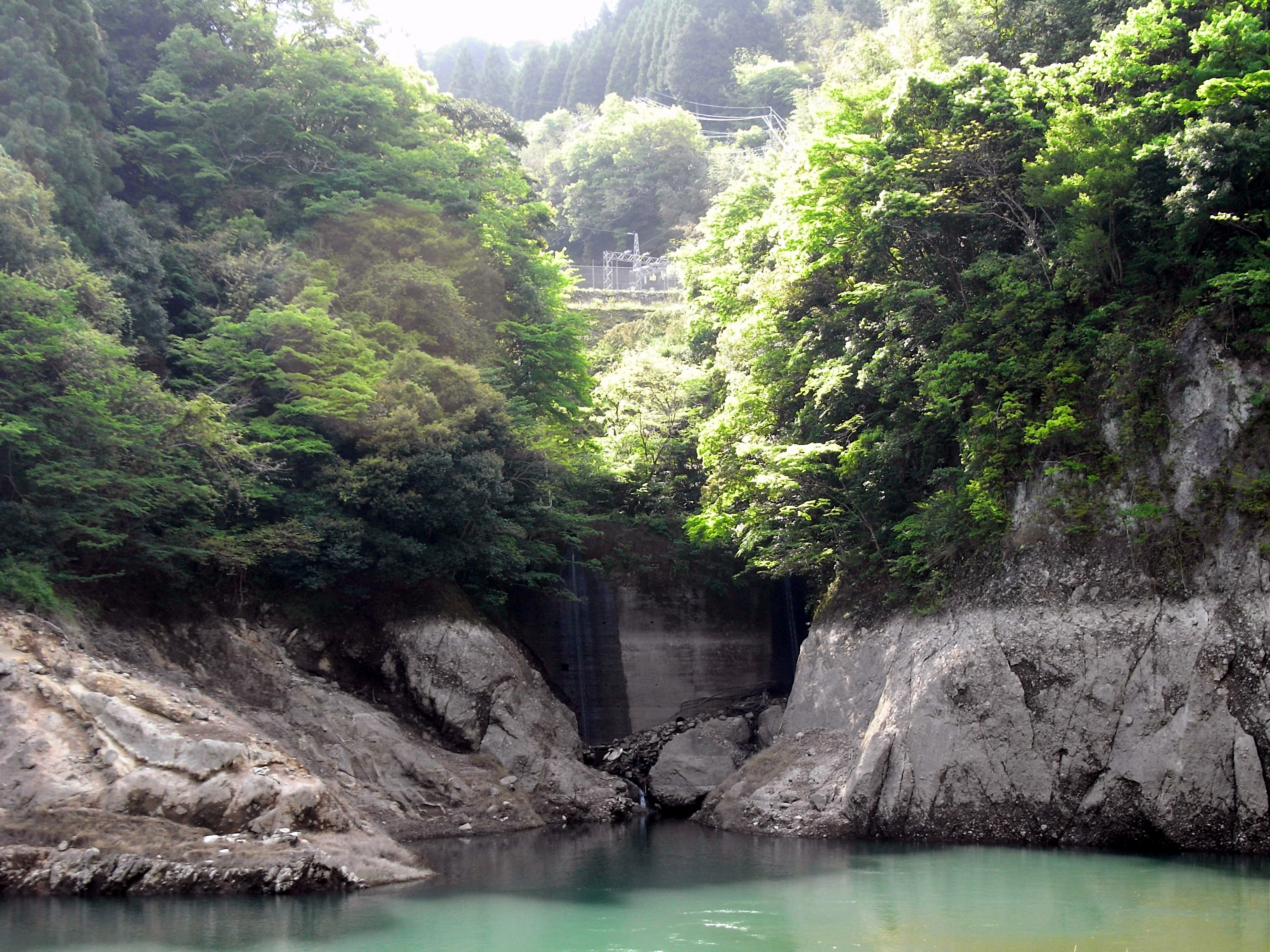
下筌発電所。ダム左岸の大分県側にある。

1953年（昭和28年）の昭和28年西日本水害を契機に建設省（現国土交通省九州地方整備局）は多目的ダムによる洪水調節を図り、「筑後川総合開発事業」に基づき筑後川本川に松原ダム、左支津江川に下筌ダムの建設を行った。両ダムとも1973年（昭和48年）に完成し現在は国土交通省九州地方整備局筑後川ダム統合管理事務所によって総合的に管理されている。
ダムの型式は筑後川水系で唯一のアーチ式コンクリートダム。当初は堤高108.0mで9門の非常用洪水吐と3門の常用洪水吐を持つダムとして計画されていたが、後に計画変更となり堤高を10m下げて98.0mとし、洪水吐も減らした。目的は洪水調節と発電であったが1977年（昭和52年）より松原ダムと共に再開発事業に着手。有明海のノリ養殖に必要な維持流量の確保のために不特定利水を追加、更に上水道目的も追加した。現在は福岡県・佐賀県の有明海漁業協同組合の要請を受けると養殖に必要な維持流量分をその都度放流し、ノリ生育を助ける重要な役割を担っている。また、度重なる洪水において上流からの流木を塞き止め、下流への流倒木災害を防いでいる。
更に導水トンネルを通して竜門ダム（菊池川水系迫間川）の斑蛇口湖との間で導水を行い、渇水期における水の融通を図ることで有効な水資源の運用を行い、水不足に陥りやすい福岡都市圏への上水道供給を図っている。

## 蜂の巣城紛争
この下筌ダム・松原ダム建設において、そして日本の公共事業において避けて通れない問題として1958年（昭和33年）から1971年（昭和46年）まで13年間にわたり続いた、日本のダム史上最大の反対運動「蜂の巣城紛争」がある。

### 経緯
1958年（昭和33年）、建設省九州地方建設局は松原・下筌ダムの実施計画調査を開始。水没予定地に住む住民への説明会を実施した。だがこの説明会はダム建設の必要性のみを説明し、住民の最大関心事である補償問題について何一つ語られることは無かった。この説明不足に対して、室原知幸（むろはらともゆき）を中心とした住民は、建設省に不信感を抱き、やがて小国町において「建設絶対反対」の決議を採択することになった。
これに対し建設省は、ダム建設を早期に進めるため土地収用法に基づく立木伐採を行おうとした。この立木地主の中に室原が居たが、建設省の強引な対応に態度を硬化させ、今後一切の交渉断絶を宣言した。住民は玄関に「建設省関係者立ち入り禁止」の張り紙を貼り組織的な抵抗を図った。抵抗運動は更に加速し、1959年（昭和34年）に下筌ダム建設予定地の右岸に監視小屋を建設し、住民が絶えず常駐して監視を行った。これが「蜂の巣城」である。
室原は翌1959年（昭和35年）に入ると、建設省に対し「玖珠川にはダムを建設せず、地質の悪い大山川流域にのみダムを建設するのは問題」など「筑後川総合開発事業」の不備を15項目にわたり指摘した事業認定意見書を提出したが、建設省はこれに回答することなく、同年4月に事業認定を行った。室原はこれに対し事業認定の無効を求め行政訴訟を起こすに至り、ダム建設の是非が法廷で問われることになった。
1950年代から1960年代にかけては、安保闘争をはじめ全国的に労働運動が盛んな時期であったが、九州においても三池争議などが活発であった。労働組合員や活動家等が支援し、「特定企業（九州電力）へ奉仕するためのダム建設反対」というスローガンを掲げ反対活動を行った。他所から来た活動家の行動により、事態は次第に同地の人間らの思惑を大きく外れた「反政府運動」の様相を見せ始めた。この中で6月、九州地方建設局の代執行に対して、津江川で活動家らによる乱闘事件「九地建代執行水中乱闘事件」が発生して事はついに流血沙汰となり、室原は公務執行妨害で7月に逮捕された。この後、事業は膠着化していった。
事業差し止めの行政訴訟は、1963年（昭和38年）に室原らの敗訴となり、即時控訴した。だがこの頃になると反対派が分裂し、分裂した活動家らを疎む一派は代替用地の取得と早期の生活再建を進めた。ダム建設絶対反対の町議会決議を採択していた小国町も条件付賛成に転じ、室原は他所から来た活動家に、反政府運動として利用される戦いを強いられた。1964年6月23日には蜂の巣城が強制撤去、同年12月には控訴審でも敗訴判決が下され、行政訴訟の敗訴が確定した。
室原らは懲りずに、1964年7月には第2の蜂の巣城を建設する。しかし1965年（昭和40年）6月11日の明け方に、第2の蜂の巣城も行政代執行により撤去された。さらに同年からは分裂派が推進していた代替集団移転地の造成が開始され、ダム本体工事も開始されるようになった。室原は1970年（昭和45年）6月29日に死去し、激動の一生は幕を閉じることになったが、建設省は遺族との和解を模索し、11月に建設省と室原家の和解が成立した。13年の時を経て、下筌・松原両ダムは1973年に完成した。

### 紛争と公共事業への影響
この蜂の巣城紛争は、これ以降の日本の公共事業の在り方に極めて大きな影響を与えた。従来は開発一辺倒で下流への利益のみを追求し地元を省みなかったが、これ以後は下流受益地のみならず水没予定地・上流域の犠牲を蒙る地域の生活保護・産業振興がより重要視されることになった。室原の起こした行政訴訟は公共事業と基本的人権の整合性を世に問い、水没住民の財産権（憲法第29条）の保護の重要性を訴えた。
このことは行政を大きく動かし、ダム完成の同年に「水源地域対策特別措置法」（略称「水特法」）が施行された。これは水源地域住民の生活安定と福祉向上を図るため、計画的な産業基盤整備を行い地域振興を図ることを目的としている。これ以降は多くのダム建設において水特法が適用され、日吉ダム（淀川水系桂川）のように一大観光地が形成されるなど、水源地域の活性化に貢献している。そのほか、河川法・特定多目的ダム法、そして土地収用法の改正も行われ、より水没地域に配慮した法整備が行われた。
一方、ダム建設が地元の合意がない限り着工されない傾向がより顕著となったため、寺内ダムのように極めて短期間で妥結される例は稀となり、河川総合開発事業の長期化が顕在化した。八ッ場ダムや川辺川ダムのように本体着工が計画発表から50年経ってもなされなかった例もある。